# قائمة قوائم بلديات الجزائر
هذه قائمة لقوائم بلديات الجزائر حسب الولاية، حاليًا (اعتبارًا من 1983)، يوجد هناك 1541 بلدية في هذا البلد، بيانات السكان منذ 25 جوان 1998.

## القائمة
1. بلديات ولاية أدرار
2. بلديات ولاية الشلف
3. بلديات ولاية الأغواط
4. بلديات ولاية أم البواقي
5. بلديات ولاية باتنة
6. بلديات ولاية بجاية
7. بلديات ولاية بسكرة [الفرنسية]
8. بلديات ولاية بشار
9. بلديات ولاية البليدة
10. بلديات ولاية البويرة
11. بلديات ولاية تمنراست [الفرنسية]
12. بلديات ولاية تبسة
13. بلديات ولاية تلمسان
14. بلديات ولاية تيارت [الفرنسية]
15. بلديات ولاية تيزي وزو
16. بلديات ولاية الجزائر
17. بلديات ولاية الجلفة [الفرنسية]
18. بلديات ولاية جيجل
19. بلديات ولاية سطيف
20. بلديات ولاية سعيدة [الفرنسية]
21. بلديات ولاية سكيكدة [الفرنسية]
22. بلديات ولاية سيدي بلعباس [الفرنسية]
23. بلديات ولاية عنابة
24. بلديات ولاية قالمة [الفرنسية]
25. بلديات ولاية قسنطينة
26. بلديات ولاية المدية
27. بلديات ولاية مستغانم [الفرنسية]
28. بلديات ولاية المسيلة
29. بلديات ولاية معسكر
30. بلديات ولاية ورقلة [الفرنسية]
31. بلديات ولاية وهران [الفرنسية]
32. بلديات ولاية البيض [الفرنسية]
33. بلديات ولاية إليزي [الفرنسية]
34. بلديات ولاية برج بوعريريج [الفرنسية]
35. بلديات ولاية بومرداس
36. بلديات ولاية الطارف [الفرنسية]
37. بلديات ولاية تندوف [الفرنسية]
38. بلديات ولاية تيسمسيلت [الفرنسية]
39. بلديات ولاية الوادي [الفرنسية]
40. بلديات ولاية خنشلة
41. بلديات ولاية سوق أهراس [الفرنسية]
42. بلديات ولاية تيبازة [الفرنسية]
43. بلديات ولاية ميلة [الفرنسية]
44. بلديات ولاية عين الدفلى [الفرنسية]
45. بلديات ولاية النعامة [الفرنسية]
46. بلديات ولاية غرداية [الفرنسية]
47. بلديات ولاية عين تموشنت [الفرنسية]
48. بلديات ولاية غليزان
49. بلديات ولاية تيميمون [الفرنسية]
50. بلديات ولاية برج باجي مختار
51. بلديات ولاية أولاد جلال
52. بلديات ولاية بني عباس [الفرنسية]
53. بلديات ولاية عين صالح [الفرنسية]
54. بلديات ولاية عين قزام
55. بلديات ولاية تقرت
56. بلديات ولاية جانت [الفرنسية]
57. بلديات ولاية المغير
58. بلديات ولاية المنيعة